# Asphondylia diplaci
Asphondylia diplaci är en tvåvingeart som beskrevs av Ephraim Porter Felt 1912. Asphondylia diplaci ingår i släktet Asphondylia och familjen gallmyggor. Inga underarter finns listade i Catalogue of Life.